# 间谍软件程序列表
这是一个间谍软件程序列表。
这些常见的间谍软件程序（英語：spyware programs）展示了此类攻击行为的多样性。需要注意的是，类似于计算机病毒，研究人员给间谍软件程序命名时未必会使用其原本名称。程序可以被归为“家族”，但并非基于共同的程序代码，而是基于共同的行为，或者通过“追踪资金流向”（直译：跟着钱）原则显现的财务或商业联系。例如，Claria分发的许多间谍软件程序统称为“Gator”。同样，即使程序各自独立运行，经常一起安装的程序也可能被视为同一间谍软件包的一部分。

## 间谍软件程序
- CoolWebSearch（英语：CoolWebSearch），一组程序，利用Internet Explorer漏洞。该软件包将流量导向包括“coolwebsearch.com”在内的网站上的广告。它显示弹出广告，重写搜索引擎结果，并更改受感染计算机的hosts文件，以将DNS查找定向到这些站点。[1]
- FinFisher（英语：FinFisher），有时称为FinSpy，是一套高端监控套件，出售给执法和情报机构。培训和技术更新等支持服务是软件包的一部分。[2]
- Gator，用自己的广告替换了网站上的横幅广告。
- GO Keyboard，虚拟Android键盘应用程序（GO Keyboard - Emoji keyboard[3]和GO Keyboard - Emoticon keyboard[4]），在没有明确用户同意的情况下将其个人信息传输到远程服务器。此信息包括用户的Google帐户电子邮件、语言、IMSI、位置、网络类型、Android版本和构建版本，以及设备的型号和屏幕尺寸。这些应用程序还从远程服务器下载并执行代码，违反了Google Play隐私政策的恶意行为部分。[5]这些插件中的一些被许多防病毒引擎检测为广告软件或PUP，[6]而其开发者，一家中国公司GOMO Dev Team，在应用程序的描述中声称他们永远不会收集包括信用卡信息在内的个人数据。[7]安全研究人员AdGuard在2017年9月发现这些总共约有200万用户的应用程序在进行间谍活动，然后将他们的发现报告给了Google。[8]
- Hermit（英语：Hermit (spyware)）是由RCS Lab为政府机构开发的工具包，用于监视iOS和Android手机。
- HuntBar，又名WinTools或Adware.Websearch，是通过ActiveX路过式下载在联盟网站上安装的，或者通过其他间谍软件程序显示的广告安装的——这是间谍软件如何安装更多间谍软件的一个例子。这些程序向IE添加工具栏，跟踪汇总的浏览行为，重定向联盟引用，并显示广告。[9][10]
- Internet Optimizer，也称为DyFuCa，将Internet Explorer错误页面重定向到广告。当用户访问断开的链接或输入错误的URL时，他们会看到一个广告页面。但是，由于受密码保护的网站（HTTP基本身份验证）使用与HTTP错误相同的机制，因此Internet Optimizer使用户无法访问受密码保护的网站。[11]
- 诸如Look2Me之类的间谍软件隐藏在系统关键进程中，甚至在安全模式下也会启动。由于没有进程可以终止，因此它们更难检测和删除，这是间谍软件和rootkit的组合。Rootkit技术的使用也在增加，[12]因为较新的间谍软件程序也具有针对知名反恶意软件产品的特定对策，并且可能阻止它们运行或安装，甚至卸载它们。[來源請求]
- Movieland（英语：Movieland），也称为Moviepass.tv和Popcorn.net，是一项电影下载服务，已成为成千上万起向联邦贸易委员会（FTC）、华盛顿州州检察长办公室、商业改进局和其他机构投诉的对象。消费者抱怨说，他们被一系列超大的弹出式窗口挟持，这些窗口要求支付至少29.95美元，声称他们已注册为期三天的免费试用，但未在试用期结束前取消，因此有义务付款。[13][14]联邦贸易委员会对Movieland和其他十一名被告（英语：Movieland#Defendants）提起了诉状（此案已和解），指控他们“参与了一项在全国范围内使用欺骗和胁迫手段从消费者那里榨取付款的计划”。[15]
- Onavo（英语：Onavo） Protect被Facebook用于在注重隐私的环境中将使用习惯货币化，并受到批评，因为该应用程序列表未包含Facebook所有权的突出披露。[16][17][18]该应用程序已从Apple iOS App Store中删除。Apple认为它违反了禁止应用程序从用户设备上的其他应用程序收集数据的条款，因为它监视用户流量。[19]
- 飞马是由以色列NSO集团开发的一款间谍软件。它能够读取短信、电子邮件、通话记录、位置，甚至加密的音频流。据报道，它被用来对记者和人权活动家进行间谍活动。[20][21][22]
- Zwangi，通过弹出广告或网站安装，并显示更多弹出广告。它还阻止弹出窗口阻止程序。[23]

## 捆绑有间谍软件程序
- Kazaa
- Morpheus
- WeatherBug[24]
- WildTangent[25][26]

## 曾随间谍软件发行的程序
- AOL Instant Messenger[25]（AOL Instant Messenger仍包含Viewpoint Media Player和WildTangent）
- DivX
- FlashGet[27][28][29]
- magicJack[30]